# Ex Machina (film)
Ex Machina is een Britse sciencefiction-thriller uit 2015, geschreven en geregisseerd door Alex Garland.
De film roept veel vragen op over de verhouding tussen mens en machine, net als de film Her van Spike Jonze, waarin de hoofdpersoon verliefd wordt op een intelligent, zelfbewust en zelflerend besturingssysteem.

## Verhaal
Caleb is een onopvallende softwareprogrammeur voor Bluebook, 's werelds populairste internetzoekmachine. Na het winnen van een interne bedrijfscompetitie mag hij een weekje logeren op het afgelegen landgoed van de geniale en excentrieke oprichter van zijn bedrijf, Nathan. Deze werkt in zijn luxueuze verblijf in zijn eentje aan het perfectioneren van beeldschone kunstmatig intelligente vrouwenrobots. 
Nathan wil Caleb gebruiken voor een variant op de turingtest. Deze test slaagt als iemand niet in staat is te bepalen of zijn gesprekspartner een mens of een machine is. Nathan laat Caleb kennismaken met Ava, een fraaie vrouwelijke robot waarvan een deel van het lichaam juist wel duidelijk zichtbaar mechanisch is. Voor Nathan is de turingtest pas geslaagd als de proefpersoon weet dat hij met een machine te maken heeft en toch overtuigd raakt dat deze een eigen bewustzijn heeft. Caleb heeft een week de tijd om zijn oordeel te vellen.
Er ontspint zich een geraffineerde en vervreemdende thriller waarbij onduidelijk blijft wie van de drie hoofdpersonen nu wie bedot. Aanvankelijk lijkt Nathan de slechterik: Ava waarschuwt dat hij niet Calebs vriend is. Er ontstaat wederzijdse attractie tussen hem en Ava en hij ontdekt dat Nathan bij de ontwikkeling van ieder nieuw model androïde het programma van de oude wist en haar daarmee 'vermoordt'. Daarbij ontwikkelen de androïden door hun artificiële intelligentie ook vrijheidsbesef en willen wanhopig het complex verlaten. Maar Nathan laat dat niet toe en wist hun programma's na gebruik. Ook de gedienstige huishoudster Kyoko blijkt een robot te zijn. Caleb bedenkt een plan om Nathan dronken te voeren en alle deuren te openen waardoor Ava met hem kan ontsnappen. 
Nathan wil die dag echter niet meer drinken en onthult dat hij het hele plan heeft doorzien. Niet alleen wilde hij zien of Caleb kon worden overtuigd van Ava's eigen bewustzijn, maar ook of Ava in staat zou zijn Caleb te manipuleren. De variant van de turingtest die Nathan had bedacht ging dus verder dan hij in eerste instantie aan Caleb had uitgelegd. Nathan had Caleb onder het voorwendsel van de bedrijfscompetitie uitgekozen omdat hij qua karakter het gevoeligst zou zijn voor manipulatie, en Ava een uiterlijk gegeven dat Caleb zou aantrekken. De informatie over Calebs voorkeuren en verlangens bemachtigde hij van Calebs eigen zoekhistorie op Bluebook.
Caleb had echter door Nathans keycard te stelen de elektronische sloten al van tevoren gemanipuleerd waardoor Ava's gevangenis zich opent. Nathan slaat Caleb neer en probeert Ava tegen te houden, maar wordt gedood in een worsteling waarbij ook de door Ava gemanipuleerde Kyoko wordt vernietigd. Ava steelt Nathans keycard en sluit de bewusteloze Caleb op in zijn kamer. Ze repareert zichzelf en gebruikt onderdelen en kleding van de vernietigde androïden om zichzelf een menselijk uiterlijk te geven. Daarna vertrekt ze met de helikopter die Caleb zou moeten ophalen, hierbij Caleb achterlatend, gedoemd de hongerdood te sterven.

## Rolverdeling
| Acteur              | Personage             |
| ------------------- | --------------------- |
| Domhnall Gleeson    | Caleb                 |
| Alicia Vikander     | Ava                   |
| Oscar Isaac         | Nathan                |
| Sonoya Mizuno       | Kyoko                 |
| Gana Bayarsaikhan   | Jade                  |
| Symara A. Templeman | Jasmine               |
| Elina Alminas       | Amber                 |
| Tiffany Pisani      | Katya                 |
| Claire Selby        | Lily                  |
| Corey Johnson       | Jay, helikopterpiloot |

## Prijzen & nominaties
| jaar | prijs                      | categorie                | genomineerde(n)                                                         | uitslag     |
| ---- | -------------------------- | ------------------------ | ----------------------------------------------------------------------- | ----------- |
| 2015 | Filmfestival van Gérardmer | Prijs van de jury        | Alex Garland                                                            | Gewonnen    |
| 2016 | Academy Award              | Beste origineel scenario | Alex Garland                                                            | Genomineerd |
| 2016 | Academy Award              | Beste visuele effecten   | Mark Williams Ardington, Sara Bennett, Paul Norris en Andrew Whitehurst | Gewonnen    |